# Pingasa attenuans
Pingasa attenuans là một loài bướm đêm trong họ Geometridae.